# Arthrostylidium venezuelae
Arthrostylidium venezuelae är en gräsart som först beskrevs av Ernst Gottlieb von Steudel, och fick sitt nu gällande namn av Mcclure. Arthrostylidium venezuelae ingår i släktet Arthrostylidium och familjen gräs.
Artens utbredningsområde är Venezuela. Inga underarter finns listade i Catalogue of Life.